# Essercizi per gravicembalo
Exercices pour le clavecin
Essercizi per gravicembalo (Exercices pour le clavecin) est un recueil de 30 sonates composées par Domenico Scarlatti, publié en  première édition à Londres en 1738 et dédié au roi Jean V de Portugal. Ce dernier avait fait venir le compositeur à Lisbonne pour y enseigner le clavecin à sa fille Maria Barbara, future reine d'Espagne. On n'en connaît aucun autographe.
On note la similitude du titre italien avec celui de Clavier-Übung (en allemand), dont la signification est identique et employé notamment pour un ensemble de pièces de Jean-Sébastien Bach. Le but didactique est affiché, même si ces pièces, souvent de grande virtuosité, ont toute leur place au concert par leur musicalité. Conçues pour le clavecin, elles ont aussi été honorées, au piano, par les plus grands virtuoses.
Ces sonates sont les seules, parmi les 555 au moins qu'il a composées pour le clavecin, à avoir été éditées avec sa participation, par son ami Thomas Roseingrave qu'il avait connu en Italie ; toutes les autres sont restées en manuscrit du vivant du compositeur, ou ont fait l'objet de publications non supervisées ou autorisées par lui, principalement en Angleterre et en France.
Comme toute la production de Scarlatti pour le clavecin, ces sonates, invariablement en un seul mouvement de structure binaire (la forme « suite »), sont empreintes de la plus grande originalité, tant au point de vue purement musical que de celui de la technique d'interprétation.
L'ouvrage comporte un avertissement au lecteur ainsi rédigé :

« Lecteur, ne t'attends pas, que tu sois dilettante ou professeur, à trouver dans ces compositions une intention profonde, mais plutôt un ingénieux badinage de l'art pour t'exercer au jeu hardi sur le clavecin. Aucune vue d'intérêt, aucun but d'ambition ne m'a guidé, mais l'obéissance m'a porté à le publier. Peut-être te seront-elles agréables, et plus volontiers alors obéirai-je à d'autres ordres de te complaire par un style plus facile et plus varié. Ne te montre donc pas plus juge que critique, et tu accroîtras ainsi ton propre plaisir. Pour préciser la position des mains, je t'avise que la lettre D indique la main droite, et la lettre M la main gauche. Vis heureux. »

## Liste des 30 sonates
Dans le catalogue établi par le claveciniste et universitaire Ralph Kirkpatrick, elles portent les numéros K.1 à K.30 : 
- K.1 — sonate en ré mineur, Allegro
- K.2 — sonate en sol majeur, Presto
- K.3 — sonate en la mineur, Presto
- K.4 — sonate en sol mineur, Allegro
- K.5 — sonate en ré mineur, Allegro
- K.6 — sonate en fa majeur, Allegro
- K.7 — sonate en la mineur, Presto
- K.8 — sonate en sol mineur, Allegro
- K.9 — sonate en ré mineur, Allegro
- K.10 — sonate en ré mineur, Presto
- K.11 — sonate en ut mineur, Allegro
- K.12 — sonate en sol mineur, Presto
- K.13 — sonate en sol majeur, Presto
- K.14 — sonate en sol majeur, Presto
- K.15 — sonate en mi mineur, Allegro
- K.16 — sonate en la bémol majeur, Presto
- K.17 — sonate en fa majeur, Presto
- K.18 — sonate en ré mineur, Presto
- K.19 — sonate en fa mineur, Allegro
- K.20 — sonate en mi majeur, Presto
- K.21 — sonate en ré majeur, Allegro
- K.22 — sonate en ut mineur, Allegro
- K.23 — sonate en ré majeur, Allegro
- K.24 — sonate en la majeur, Presto
- K.25 — sonate en fa dièse mineur, Allegro
- K.26 — sonate en la majeur, Presto
- K.27 — sonate en si mineur, Allegro
- K.28 — sonate en mi majeur, Presto
- K.29 — sonate en ré majeur, Presto
- K.30 — sonate en sol mineur, Moderato (aussi connue comme la Fugue du chat).

Vingt-trois de ces sonates ont été adaptées dans les années 1740 en mouvements de concerto grosso par Charles Avison dans son recueil de 12 Concerti grossi after sonatas by Domenico Scarlatti.